# La canzone di Eriol
La canzone di Eriol è una poesia composta dallo scrittore britannico J.R.R. Tolkien presso Easington tra il 1917 e il 1918, probabilmente partendo da un testo composto in precedenza. Il testo è presentato dal figlio Christopher Tolkien nella raccolta Racconti perduti.
Le vicende di Eriol fanno da cornice ai due libri pubblicati da Christopher Tolkien Racconti perduti e Racconti ritrovati. Eriol è un inglese dell'undicesimo secolo della stirpe Ing, il quale, dopo varie peripezie e grazie al consiglio del Valar Ulmo riesce a ritrovare le perdute sponde di Tol Eressëa, la leggendaria isola abitata dagli Alti Elfi in vista di Valinor, la beata città dei Valar. Ivi viene accolto di buon grado dagli isolani che, su sua richiesta, cominciano a narrargli le vicende di Arda.
Per ricambiare gli elfi delle loro storie Eriol decide di comporre questa canzone nella Stanza del Fuoco dei Racconti per narrare loro le peripezie che lo avevano spinto a fuggire dalla sua terra natale, l'Inghilterra, che gli elfi chiamano Luthany.
Il componimento è bipartito e al suo interno possono essere distinti due momenti.
- Le prime quattro quartine, infatti, descrivono l'Inghilterra ai tempi degli avi di Eriol come un paesaggio bucolico, primaverile, fiorito in cui risuonano le risa e i cori dei suoi compaesani. A questa visione idilliaca si contrappone la quinta quartina in cui Eriol descrive l'Inghilterra dei suoi tempi, senza né risa né canti, e se stesso vagabondare di villaggio in villaggio.
- L'atmosfera si incupisce ulteriormente nella seconda parte della poesia in cui Eriol parla delle guerre, delle devastazioni degli eserciti, della rovina dell'Inghilterra, della morte dei suoi genitori e della sua prigionia. Fuggito di prigione, nell'ultima parte della canzone Eriol giunge al "mare occidentale" da dove parte per allontanarsi dalla terra natìa. Giunto infine a Tol Eressëa incontra gli elfi che lo accolgono ribattezzandolo Lúthien, ossia uomo di Luthany.[2]